# Brice (enseigne)
Pour les articles homonymes, voir Brice.
Brice est, depuis août 2019 une marque de l'entreprise française de prêt-à-porter Jules, filiale du groupe roubaisien Fashion Cube.

## Historique
L'enseigne Brice est créée en 1985 par Dominique Marcadé dans la ville du Mans. Ce dernier travaille avec son frère dans le prêt-à-porter masculin grande distribution. Grâce à ses costumes entrée de gamme et des emplacements de premier choix dans les centres commerciaux, l'enseigne rencontre un véritable succès et se développe rapidement.
En 1998, Brice s'implante pour la première fois à l'international en s'installant en Belgique et en Pologne.
En 2003, la chaîne est reprise par l'Association Familiale Mulliez (AFM).
Brice rejoint en 2009 l'entreprise Happychic qui réunit les enseignes Jules, Bizzbee et Brice.
En 2010, les équipes du siège de Brice quittent Le Mans et intègrent les équipes de Happychic. Seul l'entrepôt reste au Mans.
En 2015, l'enseigne fête ses 30 ans et profite de son anniversaire pour se moquer des canons de la mode qu’imposent ses concurrents, avec un nouveau slogan : « Vous êtes mieux en vrai ».
En 2016, la marque propose sur sa chaîne Youtube des vidéos de conseils vestimentaires à travers une série baptisée « Un coach pas comme les autres ». D'une durée de deux minutes environ, chaque conseil adopte un ton humoristique, aidé par la voix française de Bruce Willis, Patrick Poivey.
En 2017, la marque s'offre une égérie mode en la personne de Lannick Gautry. Son visage et sa silhouette apparaissent dans les campagnes de la marque.
En juillet 2018, le groupe Happychic annonce un plan social concernant 466 employés et fermeture de 88 magasins sur trois ans et un regroupement des enseignes Jules et Brice. La fermeture du site logistique implanté historiquement au Mans a lieu en avril 2019.
Le 2 août 2019, Brice Happy Chic Production International, Happy Chic Services et Brice sont fusionnées avec Jules.

## Implantations

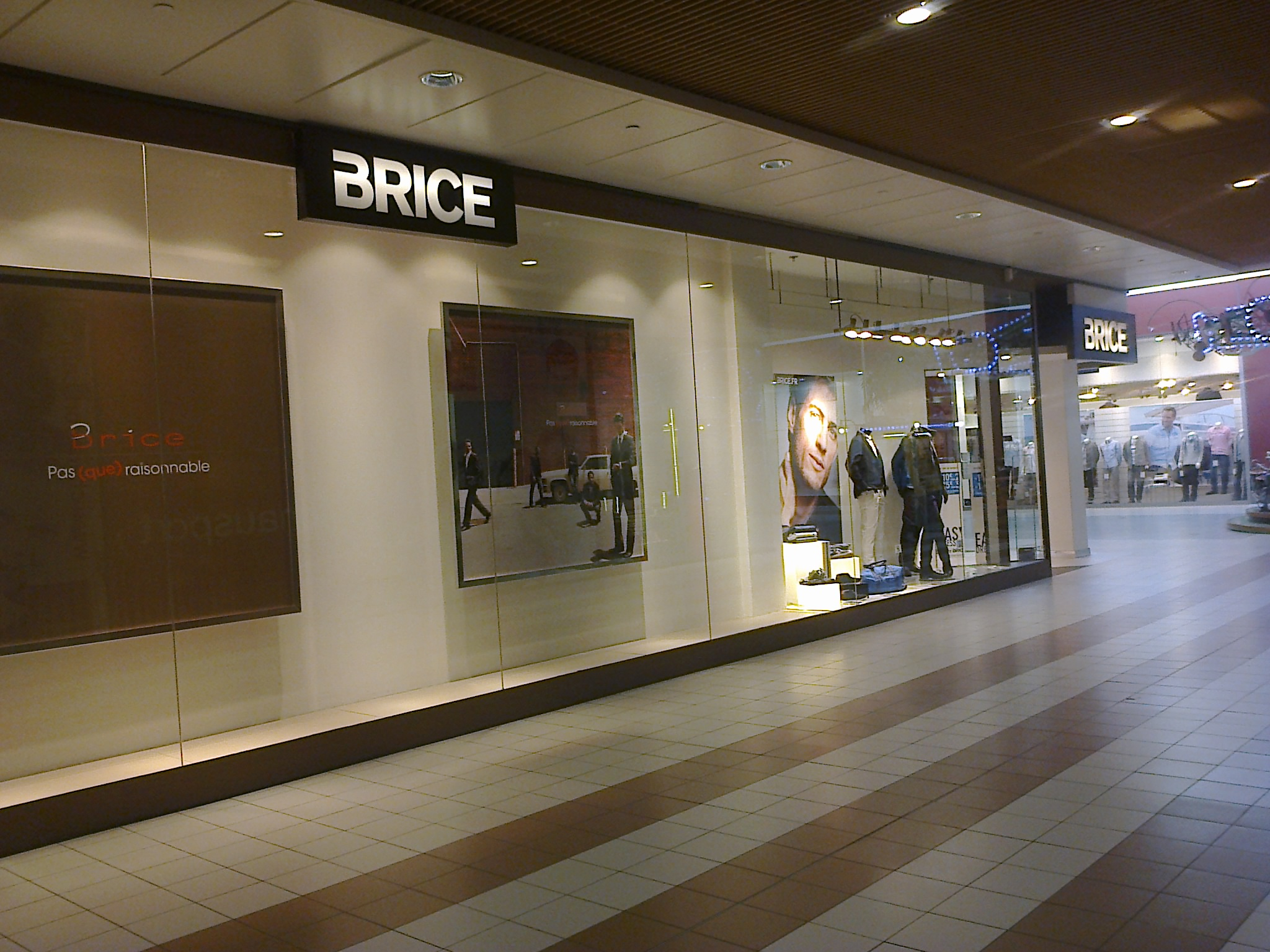
Boutique Brice de Plaisir (Yvelines).

En 2018, l'enseigne Brice compte 207 magasins et est implantée dans 4 pays.